# Mu isamaa, mu õnn ja rõõm
"Mu isamaa, mu õnn ja rõõm" (dansk: Mit fædreland, min lykke og glæde) er Estlands nationalsang. 
Melodien blev skrevet i 1848 af den tysk-finske komponist Fredrik Pacius. Den estiske tekst blev skrevet af Johann Voldemar Jannsen. Sangen blev første gang sunget ved det første sangstævne (estisk: esimene üldlaulupidu), som fandt sted den 18.–20. juni 1869. I takt med den folkelige nationale selvfølelses vækst i Estland i slutningen af det 19. århundrede blev "Mu isamaa, mu õnn ja rõõm" yderst populær. Sangen bliv ligeså populær og kendt med en finsk tekst blandt de finske studenter. Da Estland og Finland erklærede sig selvstændige efter 1. verdenskrig, blev Pacius' melodi med hver sin estiske og finske tekst og tillige i hvert sit tempo, begge landes nationalsang, i Finland kendt som Maamme-laulu. Officielt blev sang og melodi Estlands nationalsang efter uafhængighedskrigens afslutning i 1920.
Under sovjetisk overherredømme under og efter 2. verdenskrig var "Mu isamaa, mu õnn ja rõõm" forbudt. At synge sangen offentligt indebar sanktioner fra myndighedernes side, men sangen blev ikke glemt. Hver aften efter at programmerne var slut, kunne melodien høres i finsk radio. Når finske delegationer var på officielle besøg, måtte sovjetestiske partiledere og embedsmænd rejse sig til melodien, når den blev afspillet. Efter Estlands genvundne frihed i 1991 blev sang og melodi atter taget i brug som Estlands officielle nationalsang.